# Geschiedenis van de Joden in Curaçao

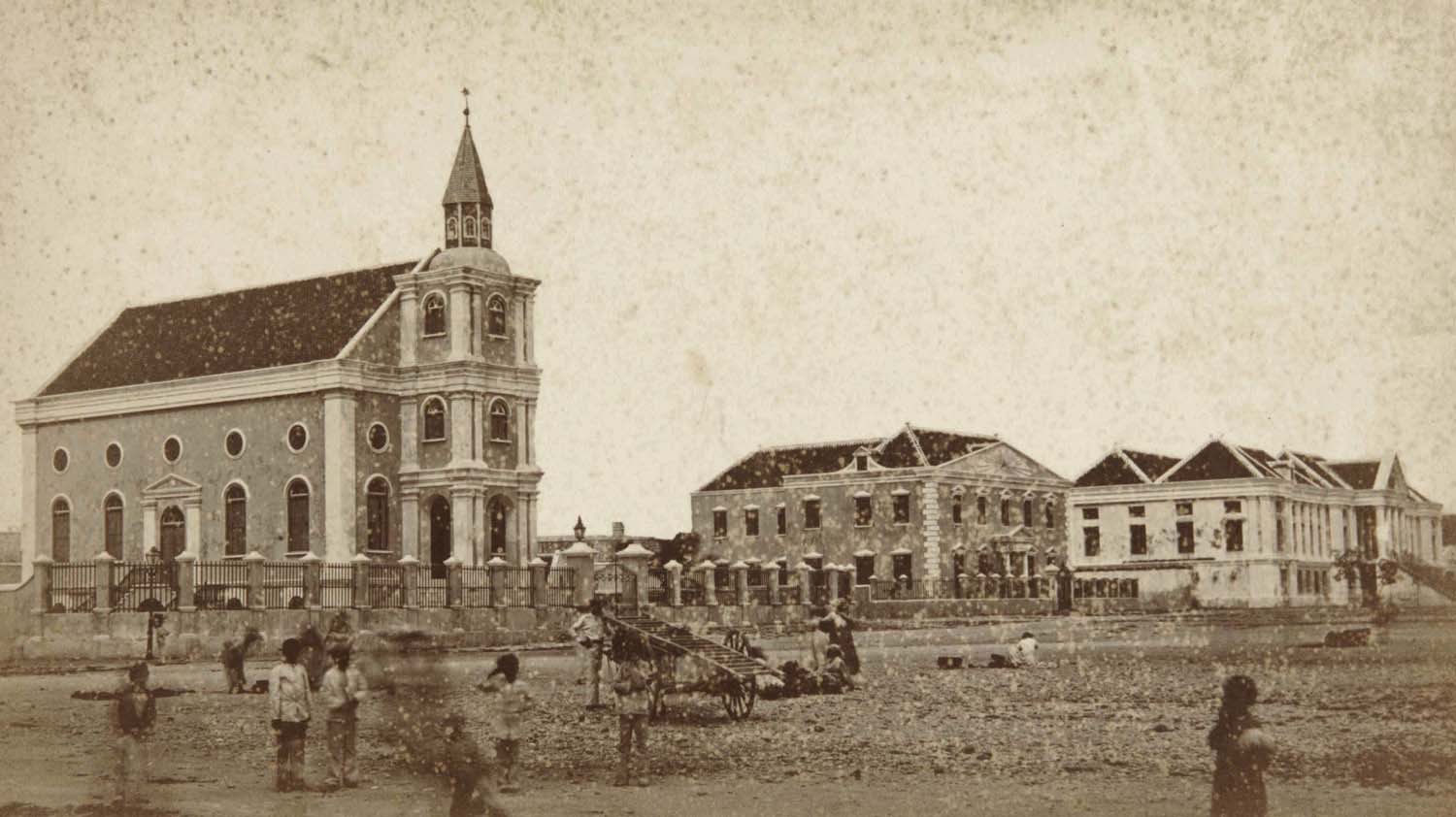
De synagoge op Pietermaai (Tempel Emanuel), ca 1890. Collectie Nationaal Museum van Wereldculturen

De geschiedenis van de Joden in Curaçao begint halverwege de 17e eeuw. In 1634 was Samuel Cohen - een tolk aan boord van een Nederlands schip - de eerste Joodse immigrant. De vroegste Joden op Curaçao kwamen aan vanuit Holland, maar waren afkomstig uit Portugal en Spanje. Deze Sefardische Joden vormden weldra de meest welvarende Joodse gemeenschap van het Amerikaanse continent en zouden later bijdragen aan de opbouw van Joodse gemeenschappen in Colombia en Venezuela.
In de 20e eeuw kwamen Asjkenazische Joden uit Oost-Europa naar Curaçao. In 2013 telde Curaçao ongeveer 350 Joodse inwoners.
De Mikvé Israël-Emanuelsynagoge uit 1732 is de oudste nog in gebruik zijnde synagoge van het westelijk halfrond.

## Voorgeschiedenis
Eind 15e eeuw werden de Sefardische Joden verdreven van het Iberisch schiereiland. Veel van deze 'Portugese' Joden vonden hun toevlucht in Vlaanderen en Holland. In 1700 herbergde Amsterdam de grootste Joodse gemeenschap van West-Europa. Als ervaren handelaren en goed te gebruiken tolken raakten zij vervolgens nauw betrokken bij de West-Indische Compagnie (WIC) en de verovering van Portugese en Spaanse koloniën in het Caribisch gebied. Na Portugees-Brazilië volgde in 1634 de inname van Spaans-Curaçao.

## 17e eeuw (vestiging)
In 1634 veroverde de WIC Curaçao op de Spanjaarden. Samuel Cohen maakte deel uit van de veroveringsvloot als tolk van commandant Van Walbeeck en was dus de eerste Curaçaose Jood. In de jaren vijftig van dezelfde eeuw verhuisden veel Sefardische Joden van Nederlands-Brazilië naar Curaçao in de hoop op een vrijer en beter bestaan. Dit werd versterkt nadat in 1654 de Portugezen Brazilië heroverden. 
In 1651 leidde Joao d'Ylan een twaalftal Joodse families bij het stichten van Plantage De Hoop. Zij kregen van de WIC een landstrook toegewezen en vormden de gemeenschap Mikvé Israel. In 1659 sloten zich hierbij nog eens zeventig Amsterdamse kolonisten aan, onder leiding van Isaac da Costa, die een Thorarol meebracht, als geschenk van de Joodse gemeente van Amsterdam. Dat jaar werd de begraafplaats Beth Haim ingewijd, waarschijnlijk de oudste Joodse begraafplaats in de Amerika's.
Omdat de bodemgesteldheid op Curaçao voor landbouw ongunstig bleek, wendden de Joden zich al snel tot handel en scheepvaart en verhuisden ze naar het veiligere, ommuurde Willemstad. Vanuit Willemstad dreven zij handel met de Spaanse koloniën op het vasteland (huidig Colombia en Venezuela). Ze importeerden goederen, geleverd door familieleden in Europa, zoals textiel, gebruiksvoorwerpen, wapens en andere gereedschappen. Ze kochten (of ruilden) daarmee een veelheid aan koloniale waren, waaronder tabak en hout en later vooral cacao. 
In 1674 arriveerde de eerste bevoegde rabbijn, Josiau de David Pardo, uit Holland. In 1703 werd de eerste echte synagoge gerealiseerd (niet zijnde een huis-synagoge). De Joodse activiteiten breidden zich allengs uit naar het bankwezen. In Willemstad verrezen spoedig huizen die leken op wat in Amsterdam was achtergelaten: pakhuizen met luxe woonvertrekken op de bovenverdieping. Weinig Joodse kooplieden waren direct betrokken bij de slavenhandel, wat toch het belangrijkste economische verdienmodel van Curaçao was. Een uitzondering hierop was Phelipe Henriquez die tussen 1680 en 1701 toezicht hield op de overslag van meer dan drieduizend slaven via Curaçao naar Cartagena. Ondanks hun commerciële succes bleven de Joodse families in hun vermogensopbouw achter bij de protestantse kolonisten, zo blijkt uit belastinggegevens van de jaren 1702 en 1707. De minder welgestelde Joden woonden in Otrobanda.

## 18e eeuw (bloei)

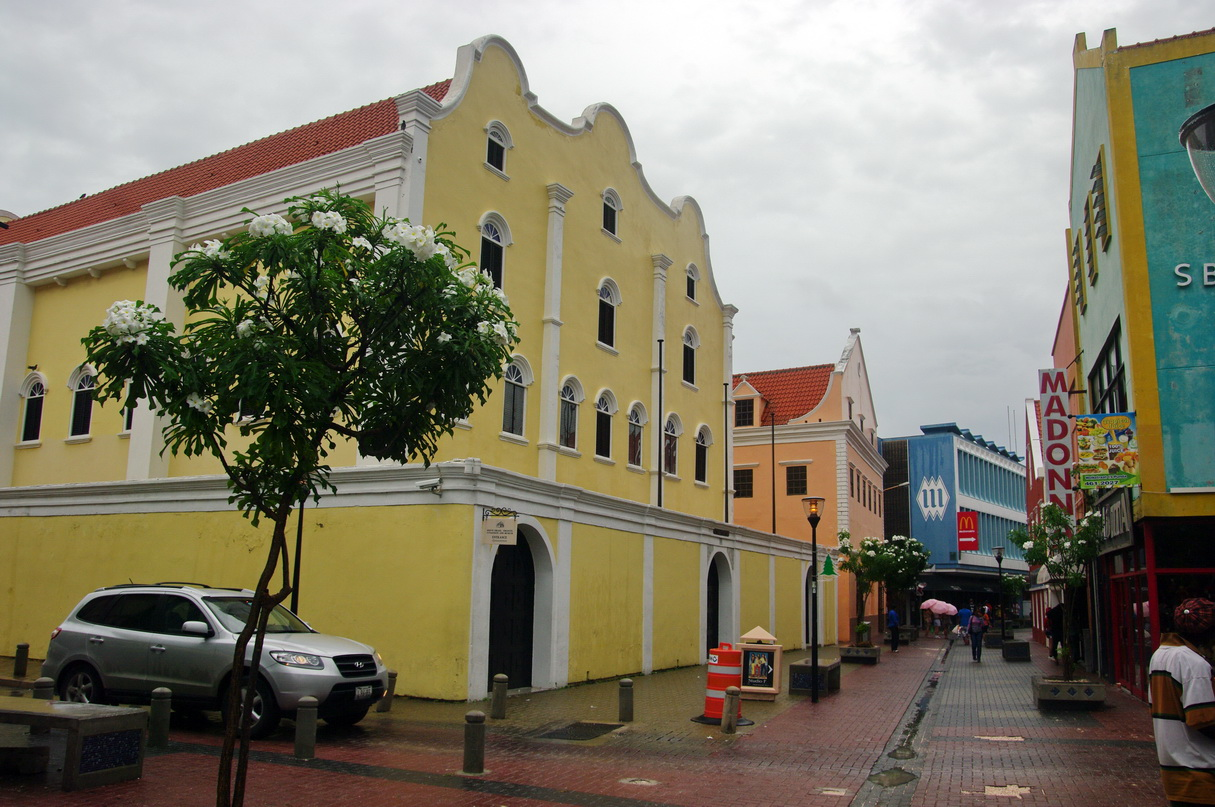
De Mikvé Israël-Emanuelsynagoge in 2011

In 1732 werd een tweede synagoge van de Mikvé Israel-gemeente gebouwd, een kleinere versie van de Portugese Synagoge van Amsterdam en de oudste nog in gebruik zijnde synagoge in de Amerika's. In 1746 verrees in Otrobanda de synagoge Neve Shalom. 
In de loop van de 18e eeuw kregen Joodse families een stevige voet aan de grond in de scheepsbouw, de makelaardij en het verzekeringswezen. In 1734 waren 39 van de 44 verzekeraars op Curaçao Joods. Van de 25 handelsmakelaars op het eiland aan het eind van de 18e eeuw, waren er 17 joods.
In 1748 bereikte de Joodse populatie van Curaçao haar grootste omvang met ongeveer 1.500 personen (270 gezinnen), de grootste 'Joodse kolonie' van de Amerika's. In 1785 was zij teruggelopen naar 1.200 personen, veertig procent van de blanke bevolking. Tegen het einde van de 18e eeuw was meer dan de helft van de blanke bevolking van Curaçao Joods. Oorspronkelijk spraken de Curaçaose Joden Portugees, Hebreeuws en Nederlands, maar na verloop van tijd ook Papiamentu, waarbij zij nieuwe woorden aan het idioom toevoegden (Joods-Papiaments).
Toen in Holland de Fransen de touwtjes in handen kregen en Willem V naar Engeland was gevlucht (Franse tijd in Nederland) vestigden de Fransen een agentschap op Curaçao. Handelaren werden gedwongen de Franse handel en goederen een voorkeursbehandeling te geven, wat op verzet stuitte. Uit Guadeloupe werd vervolgens een eskader gestuurd om Curaçao te bezetten. De kolonisten vormden daarop een burgermilitie of Nationale Garde, met daarin ook twee Joodse officieren, die de invasie wisten af te slaan. In 1800 vielen vervolgens de Britten Curaçao binnen, die tot 1816 zouden blijven. De Engelse periode op het eiland ging gepaard met machtspolitieke en economische malaise, maar het Joodse religieuze leven bleef ongemoeid.

## 19e eeuw (uittocht)
In 1812 zocht de Venezolaanse vrijheidsstrijder Simón Bolívar een toevlucht bij de Joodse gemeenschap in Otrobanda. De Curaçaose Joden deelden Bolívars afkeer van de Spanjaarden en steunden zijn gewapende verzet. Enkele Curaçaose Joden bekleedden posities als kolonel en kapitein in zijn leger dat streed voor de onafhankelijkheid van geheel Latijns-Amerika. Door gebrek aan werk emigreerden in die periode veel jonge Joodse mannen naar andere plaatsen waar Joodse gemeenschappen bestonden. De groei van Latijns-Amerikaanse Joodse gemeenschappen in Colombia, Venezuela en het Deense eiland Sint-Thomas was een direct gevolg van de instroom van Curaçaose Joden. Hoewel een korte pogrom in Coro, Venezuela en een orkaan in Sint-Thomas in de periode van 1855 tot 1867 een terugkeer van emigranten teweegbrachten, verlieten de meeste van die emigranten Curaçao korte tijd daarna opnieuw.
De op Curaçao invloedrijkste Joodse familie was de familie Jesurun. In 1864 brak een deel van de Curaçaose Joden onder aanvoering van de familie Maduro met de orthodoxie en bouwde een nieuwe, liberale synagoge, Tempel Emanu-el (Nederlands Hervormde Israëlitische Gemeente). Ook legden zij een begraafplaats aan op de Berg Altena.

## 20e eeuw (Asjkenazim)
In 1926 vestigde een groep Asjkenazische Joden zich op Curaçao. Zij kwamen voornamelijk uit Roemenië (Bessarabië) en Polen en waren eigenlijk niet op weg naar het Caribisch gebied maar naar de Verenigde Staten. Omdat de VS na de Eerste Wereldoorlog quota hadden ingesteld, was het einddoel onzeker. Veel Joodse immigranten op schepen die op Curaçao aanmeerden kozen ervoor op het eiland te blijven. In de volksmond werden zij wel Polacos genoemd (Polen). Onder hen waren ambachtslieden en handelsreizigers. Deze nieuwe Joodse bevolkingsgroep hielp de Sefardische-Joodse handelshuizen met hun nering door hun producten landinwaarts op het eiland verder te verhandelen. Al snel openden de Asjkenazim winkels in Punda en Otrobanda. Na de crisisjaren in 1933 verhuisden zij naar de chiquere Heerenstraat en vestigden daar El Continental, La Estrella, El Chic Americano, Oriental Store en de New York store.
In 1940 namen de Curaçaose regeringsautoriteiten in reactie op de Duitse inval in Nederland alle Duitse schepen in beslag. Honderden bemanningsleden werden in een interneringskamp op Bonaire gevangen gehouden tot het einde van de oorlog. Veel Antillianen hebben in Europa gevochten of het verzet gesteund tijdens de Tweede Wereldoorlog. Een van hen was de Curaçaose Jood George Maduro, naar wie later in Den Haag Madurodam is vernoemd.
Met de jaren groeide de concurrentie tussen de Sefardische en Asjkenazische Joden. Op de Asjkenazische Joden werd vaak neergekeken omdat zij lager geschoold en minder welvarend waren. De kinderen van beide groepen Joden zaten op de Hendrikschool, maar hadden geen onderling contact. De Sefardische Joden woonden op Scharloo, een middenklasse wijk op Curaçao, terwijl de Asjkenazische Joden met hun schamele bezittingen huisjes in Punda bewoonden. Pas nadat de Hebrew School werd gesticht die uit leerlingen van beide bevolkingsgroepen bestond, ontstond er een toenadering. Op economisch vlak ging men ook samenwerken, ofschoon iedere groep een eigen synagoge behield. Men kon voor een lening terecht bij de inmiddels opgerichte Maduro & Curiel's Bank, die in handen is van Sefardische Joden.
In 1964 fuseerden de van oorsprong Sefardische gemeenten van Mikve Israel en Temple Emanuel. Zij kwamen overeen de rituelen van het Reconstructionistisch jodendom te volgen in een poging de tradities van beide gemeenten te behouden. Aan het eind van de jaren zestig verliet een aantal Asjkenazische Joden de fusiegemeente nadat ze het doelwit waren geworden van rellen. Anderen Joden vertrokken in de jaren tachtig uit Curaçao. De economische recessie en de devaluatie van de Venezolaanse munt maakte migratie naar de Verenigde Staten aantrekkelijk.

## 21 eeuw
Curaçao telde in 2013 ongeveer 350 Joodse inwoners. Het Joods Cultureel Historisch Museum is verbonden met de Mikve Israel-Emanuelsynagoge. Het museum bevat religieuze kunstvoorwerpen, waaronder een mikva uit 1729 en achttien historische Thorahs. De gemeenschap exploiteert ook een gecombineerde school, de Community Hebrew School, die door beide gemeenschappen, Mikvé Israel-Emanuel en Sharei Tsedek, wordt beheerd.

## Personen
Personen met een Joodse achtergrond, geboren of woonachtig geweest op Curaçao (naar geboortejaar):
- Jacob Abraham (shon Cochi) Jesurun (1806-1875)
- Salomon Elias Levy (Monchi) Maduro (1814-1883)
- Rebecca Cohen Henriquez (1864-1935)
- Medardo de Marchena (1899-1968)
- Mongui Maduro (1891-1967)
- Max Tak (1891-1967)
- Eduard Elias (1900-1967)
- Jacques Reisel (1915-1976)
- May Henriquez (1915-1999)
- George Maduro (1916-1945)
- Nilda Pinto (1918-1954)
- Ena Dankmeijer-Maduro (1920-2016)
- Delfincio Navarro (1922-1989)
- Ben Smit (1922-2020)
- Suzanne Perlman (1923-2020)
- Troetje Loewenthal (1944)
- Chicho Jesurun (1947-2006)
- Barry Hay (1948)
- Jennifer Smit (1951)
- Nicole Henriquez (1955)
- Paulette Smit (1957)
- Michèle Russel-Capriles (1968)
- Samira Rafaela (1989)